# Carme Contreras i Verdiales
Carme Contreras i Verdiales (Saragossa, 4 d'octubre de 1932 - 6 de juliol de 2020) fou una actriu i dobladora de cinema i televisió catalana.
Debutà com a dobladora als nous anys l'any 1941 a la pel·lícula La niña precoz, i posteriorment, per la seva peculiar veu va interpretar papers de bruixa i de personatges malvats o de fantasia, com la veu d'ET o la mare Fratelli d'Els Goonies. Va posar la veu a diversos personatges animats, com Marge Simpson a Els Simpson i Laverne a El geperut de Notre Dame.
També va col·laborar sovint al teatre, ràdio i televisió. A la televisió, va participar en diverses sèries com Estació d'enllaç, Majoria absoluta, Serrallonga, destacant El cor de la ciutat, on va interpretar el paper de la farmacèutica Roser.
L'any 2011 se li va dedicar un homenatge amb motiu dels seus setanta anys de trajectòria professional, i va retirar-se l'any següent, quan va ser nomenada Membre d'Honor del Cinema Català.

## Teatre[calcitació]
- 1954. La ferida lluminosa, de Josep Maria de Sagarra. Estrenada al teatre Romea de Barcelona.
- 1954, 16 febrer. Rueda de amores, espectacle en un acte, compost de cançons medievals, escenes de teatre clàssic i cants populars. A càrrec del Teatre de Cambra de Barcelona. Representat al teatre Romea de Barcelona.
- 1957. No és mai tard... si s'arriba d'hora, de Jaume Villanova i Torreblanca. Estrenada al teatre Romea de Barcelona.
- 1958, desembre. Un home entre herois de Rafael Tasis. Estrenada al Teatre Guimerà.[cal citació]
- 1970. Els dimecres... Elena de Muriel Resnik. Teatre Romea de Barcelona.
- 1973. Berenàveu a les fosques, de Josep Maria Benet i Jornet. Estrenada al Teatre CAPSA de Barcelona.
- 2001 The Full Monty de David Yazbek i Terrence McNally. Estrenada al teatre Novedades de Barcelona.
- 2010. Salvem les balenes d'Ivan Campillo. Versus Teatre.
- 2011. Flor de Nit, en concert d'Albert Guinovart i Manuel Vázquez Montalbán. Teatre Condal de Barcelona[6]

## Filmografia[calcitació]
- 1952. La forastera. Director: Antonio Román.
- 1955. El hombre que veía la muerte. Director: Gonçal Delgràs
- 1961. Plácido. Director: Luis García Berlanga. En el personatge de Viviana
- 1970. El certificado. Director: Vicent Lluch
- 1977. Strange Love of the Vampires. Director: León Klimovsky
- 1978. Serenata a la claror de la lluna.
- 1980. Mater amatísima. Director: Josep Antoni Salgot i Vila
- 1981. Dos pillos y pico. Director: Ignacio F. Iquino
- 1983. El pico.
- 1984. El último penalty
- 2001. Faust 5.0
- 2006. El perfum: història d'un assassí
- 2007. Presumptes implicats
- 2012. REC 3: Gènesi

## Televisió
- 2000. El cor de la ciutat